# Euphorbia pulvinata
Euphorbia pulvinata es una especie fanerógama perteneciente a la familia de las euforbiáceas. Es endémica de Sudáfrica y Lesoto.

## Descripción
Es una planta suculenta espinosa, formando un denso colchón de  hojas suculentas, dioica;. Las ramas en forma de globo, llegando a ser cilíndricas. El fruto es una cápsula con semillas ovoides o  con forma de pera, lisas, glabras, de color marrón pálido.

## Taxonomía
Euphorbia pulvinata fue descrita por Hermann Wilhelm Rudolf Marloth y publicado en Transactions of the Royal Society of South Africa 1: 315. 1909.
Etimología
Euphorbia: nombre genérico que deriva del médico griego del rey Juba II de Mauritania (52 a 50 a. C. - 23), Euphorbus, en su honor – o en alusión a su gran vientre –  ya que usaba médicamente Euphorbia resinifera. En 1753 Carlos Linneo asignó el nombre a todo el género.
pulvinata: epíteto latino que significa "como hinchada".